# Omar Angulo
Omar Angulo ist ein US-amerikanischer Schauspieler und Filmkomponist.

## Leben
Nach seiner Schulzeit besuchte Angulo das Mt. San Antonio College in Walnut im US-Bundesstaat Kalifornien, wo er Schauspiel studierte. Von 2002 bis 2006 studierte er Musik am Citrus College. Seit Juni 2005 arbeitet er beim Unternehmen Music Specialist in Los Angeles. Seine Tätigkeiten liegen in der Produktion von Musik und dem Schreiben von Songtexten. Seit Oktober 2016 gehört er der Schauspieler-Gewerkschaft SAG-AFTRA an.
Er debütierte 2015 in einer ganzen Reihe von Episodenrollen in Fernsehserien wie Murder in the First, Brooklyn Nine-Nine oder Agent X. 2016 übernahm er eine größere Charakterrolle im Direct-to-Video-Film Confessions of Isabella, für diesen er auch die Filmmusik komponierte. 2017 war er in Episodenrollen in den Fernsehserien Code Black und Criminal Minds: Beyond Borders zu sehen. Im selben Jahr übernahm er eine Rolle im Kurzfilm Cholo Steve, der am 4. Juni 2017 auf dem RAW Film Festival uraufgeführt wurde. 2017 übernahm er außerdem eine Rolle im Katastrophenfilm Destruction: Los Angeles.

## Filmografie

### Schauspiel
- 2015: Murder in the First (Fernsehserie, Episode 2x01)
- 2015: The Player (Fernsehserie, Episode 1x08)
- 2015: Brooklyn Nine-Nine (Fernsehserie, 2 Episoden)
- 2015: Agent X (Fernsehserie, Episode 1x04)
- 2015: Torn (Kurzfilm)
- 2015: Going Postal in L.A. (Fernsehserie, Episode 1x01)
- 2016: Confessions of Isabella
- 2016: People Magazine: Investigativ (Fernsehserie, Episode 1x05)
- 2017: Code Black (Fernsehserie, Episode 2x16)
- 2017: Happy Hunting
- 2017: Criminal Minds: Beyond Borders (Fernsehserie, Episode 2x07)
- 2017: Una Palabra (Fernsehserie, Episode 7x06)
- 2017: Lopez (Fernsehserie, Episode 2x06)
- 2017: Cholo Steve (Kurzfilm)
- 2017: Shockwave
- 2017: Destruction: Los Angeles
- 2018: Silencer
- 2018: Medal of Honor: Ehre, wem Ehre gebührt (Medal of Honor) (Fernsehserie, Episode 1x08)
- 2019: L.A. Undercover (Mini-Serie, Episode 1x01)
- 2020: Killers Anonymous – Traue niemandem (Killers Anonymous)
- 2021: Snakehead

### Kompositionen
- 2016: Confessions of Isabella